# Dinoderus ochraceipennis
Dinoderus ochraceipennis är en skalbaggsart som beskrevs av Pierre Lesne 1906. Dinoderus ochraceipennis ingår i släktet Dinoderus och familjen kapuschongbaggar. Inga underarter finns listade i Catalogue of Life.